# 힌두스탄 타임스

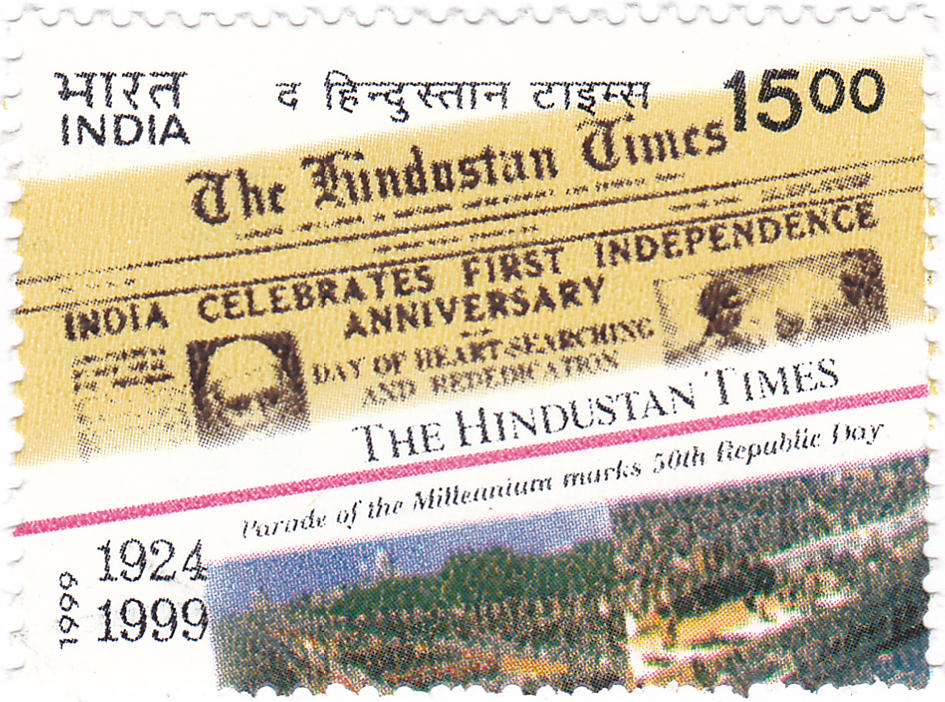

힌두스탄 타임스(Hindustan Times)는 인도 독립운동 시기인 1924년에 설립된 인도(India)의 영자 일간 신문이다. 인터넷 판도 운영중이다.